# Cerkiew św. Michała Archanioła w Lipinach
Cerkiew pod wezwaniem św. Michała Archanioła – prawosławna cerkiew parafialna w Lipinach. Należy do dekanatu Zielona Góra diecezji wrocławsko-szczecińskiej Polskiego Autokefalicznego Kościoła Prawosławnego.
Świątynia znajduje się we wsi Lipiny w województwie lubuskim, powiecie nowosolskim, gminie Nowa Sól. Jest to nowa cerkiew wybudowana w latach 1980–1982. W 1990 nad kruchtą dobudowano wieżę-dzwonnicę, którą zwieńczono kopułą. Wymieniono też wszystkie okna i drzwi oraz ułożono nową drewnianą podłogę. Części konstrukcyjne ikonostasu z XIX w. pochodzą z cerkwi garnizonowej w Żyrardowie.